# Blas Emilio Atehortúa
Blas Emilio Atehortúa Amaya (Corregimiento Santa Elena de Medellín, Antioquia; 22 de octubre de 1943-Bucaramanga, Santander; 5 de enero de 2020) fue un compositor, director de orquesta y docente colombiano considerado como uno de los más prolíficos de su generación y uno de los más sobresalientes en el espectro musical internacional.

## Inicios y estudios
Sus primeros estudios musicales los realizó en el Instituto de Bellas Artes de Medellín. En 1959 ingresó al Conservatorio Nacional en Bogotá, donde cursó materias de teoría y composición con Olav Roots, F. González Zuleta, José Rozo Contreras y Andrés Pardo Tovar. De este periodo se destacan algunas obras menores arraigadas en la tradición, para grupos instrumentales de cámara y tres obras orquestales que denotan inquietudes primarias de un talento en bruto.
Posteriormente ganó una beca para estudiar en el Centro de Altos Estudios Musicales del Instituto Torcuato Di Tella , en Buenos Aires, de 1963 a 1964. Esta institución le brindó la posibilidad de entrar en contacto con compositores jóvenes latinoamericanos y tomar clases con grandes compositores europeos y estadounidenses como Iannis Xenakis, Olivier Messiaen, Riccardo Malipiero, Luigi Dallapiccola, Alberto Ginastera, Bruno Maderna, entre otros de igual importancia.

## Trayectoria y desarrollo
Según el compositor, la primera etapa como creador comprometido con su arte empezó después de su experiencia en el Torcuato di Tella. De esta etapa en Buenos Aires son sus trabajos orquestales Concerto Grosso Op. 18 y Tripartita Op. 25 y obras menores para piano y agrupaciones de cámara. En ellos, el deseo de incorporar las técnicas aprendidas se hace notorio y marca un nuevo rumbo en su carrera, alejado de la tonalidad pero siempre con ese elemento rítmico incisivo que marca toda su obra.
En 1965 ganó una beca de intercambio cultural con algunas universidades norteamericanas, allí en Estados Unidos escribió Cantico delle creature, su primera obra vocal de gran escala. En 1966 volvió al Centro de Altos Estudios Musicales en Buenos Aires, donde permaneció hasta el 1968. A partir de esta fecha su labor como compositor se vio reconocida gracias al primer premio del Concurso Nacional de Composición en 1971, por su obra Apu Inka Atawalpaman Op. 50. El Concurso lo ganaría dos veces más, en 1979 con Tiempo- Americandina Op. 69 y en 1981 con Kadish Op. 107. Además, recibió un premio compartido en el Primer Concurso Internacional de Composición para Cuarteto de Cuerdas, de la agrupación Beethoven de Santiago de Chile en 1979. Durante este periodo también trabajó como docente y director de varios conservatorios musicales colombianos, entre ellos el de la Universidad Nacional de Colombia y compuso obras por encargo para distintas orquestas colombianas, latinoamericanas y estadounidenses.
Paralelamente a su trabajo de compositor, colaboró en diversas ocasiones como director de orquesta. La Orquesta Sinfónica de Colombia, la Orquesta Filarmónica de Bogotá y muchas otras orquestas latinoamericanas y estadounidenses figuran en su carrera, en algunas como director invitado, en otras como director asistente.

## Muerte
Murió en la ciudad de Bucaramanga, Santander, Colombia, el 5 de enero de 2020 en el Hospital Universitario de Santander, luego de estar padeciendo una infección intestinal. Sin embargo, y según testimonios, habría sido operado el 24 de diciembre de 2019 y ya estaba realizando el proceso de recuperación en la Unidad de Cuidados Intensivos. Días anteriores, y según exámenes médicos, parecía estar recuperándose y alcanzó a trasladarse a los cuartos del Hospital Universitario, donde a los 2 días, falleció de un paro cardiaco.

## Estilo
Musicalmente sus intereses han girado en torno al ritmo, la experimentación orquestal, la adaptación de modelos barrocos y un libre pensamiento tonal, moldeado entre melodías reconocibles y contrapuntos elaborados. Aunque dentro de su búsqueda se pueden oír momentos aleatorios, dodecafónicos y ciertamente atonales. Es esta deliberada intención por no adoptar una escuela ni un estilo lo que hace de su obra una interesante mezcla de elementos.
Algunos procedimientos barrocos de composición se encuentran presentes a menudo en la música de Blas Emilio Atehortúa, incluso los títulos de sus obras tienen profunda relación con este periodo. Pero sin duda la mayor influencia proviene del compositor húngaro Béla Bartók y de su maestro Alberto Ginastera.

## Obra
Las únicas obras que han sido publicadas son Fantasía Concertante, para piano y orquesta de vientos, Op.103 (N.Y.: Peters, 1985); Concierto para oboe y orquesta de vientos,  Op. 90 (N.Y.: Peters, 1982); Preludio, variaciones y presto alucinante para piano (Revista A Contratiempo, n.º 9, 1997); Preludio para guitarra (París: BabelScores, 1999); Cuarteto para cuerdas No 5 (París: BabelScores, 1998); Tres piezas (París: BabelScores, 1990) y Duo concertante (París: BabelScores, 1988).
La carencia de publicaciones no refleja el éxito de su carrera ni su talento, sino la ausencia de una actividad editorial musical en Colombia.

### Obra coral

#### Música religiosa
- Réquiem de los niños, para soprano, contralto, tenor, bajo, niño solista, coro de niños, orquesta de percusiones, banda sonomagnética, Op. 55. 1974
- Padre nuestro de los niños de Benposta (niños Benposta), para coro de niños, Op. 99 No 1. 1980
- Laudate sie mi signore, para coro mixto a cappella, Op. 116. 1982
- Réquiem del silencio, a la memoria de Guillermo Cano I. y Rodrigo Lara. (Guillermo Cano I., Rodrigo Lara), para coro mixto y orq, Op. 143. 1987

#### Cantatas
- Tiempo-Americandina Textos de Andrés Bello, Miguel Ángel Asturias, Rómulo Gallegos, José Eustasio Rivera, Eduardo Carranza, Blas Emilio Atehortúa. Cantata para soprano, recitador, coro y orquesta, Op. 69. 1977-78
- Oda a la América de Andrés Bello Texto de Andrés Bello. Cantata para coros y orquesta, Op. 105. 1981
- El nacimiento del Nilo (El llanto de Isis). Cantata coreográfica para coros hablados y orquesta, Op. 119. 1983
- Gaudeamus Texto de León de Greiff. Cantata para dos sopranos, coro de niños, coro de cámara, coro mixto y orquesta sinfónica, para la colocación antifonal de los distintos grupos en la sala, Op. 180. 1993
- Fantasía-Cantata Textos recopilados por Blas Atehortúa, Alonso Rodríguez, Reichel-Dolmatoff, Manuel Galiah, Anónimos precolombinos compaginados por Blas Atehortúa. Para soprano y tenor solistas, recitante narrador, coro mixto y ensamble de vientos y percusión, Op. 183. 1994
- Cantata breve infantil de Navidad Texto de Gustavo Cote Uribe.´Para coro y orquesta infantil juvenil, Op. 185 n.º 3. 1994
- Musical Offering for TCU. Para soprano, tenor, coro mixto, ensamble de vientos y orquesta sinfónica (cantata), Op. 195. 1998

#### Elegías
- Apu Inka Atawalpaman. Elegía americana para soprano, tenor, bajo, coro y orquesta, Op. 50. 1971
- Elegía a un hombre de paz. Para barítono, bajo, coro de niños, coros mixtos, vientos percusiones y banda sonomagnética, Op. 51. 1972
- Elegía a un adiós en enero Texto de J. Rivas Groot. Para coro mixto a cappella, Op. 73 n.º 1. 1978
- Elegía de septiembre Textos de Porfirio Barba Jacob y Manuel Mejía Vallejo. Para declamador, coro mixto, y orquesta, Op. 121. 1983

#### Obra coral
- Tres canciones corales sobre coplas colombianas, Op. 26. 1964
- De las rondas del viento de América Texto de Blas Emilio Atehortúa. Para coro mixto, Op. 73 n.º 2. 1978
- Tres piezas corales a cappella Textos de Cerezo Dardón y Ritter Iguarán, Op. 98. 1980

#### Coro y orquesta
- Cantico delle creature. Para barítono, dos coros, vientos y perc, Op. 29. 1965
- Himno de tierra, amor y vida. Para soprano, dos pianos, dos percursiones y banda magnetofónica, Op. 33. 1967
- Tiempo. Rondó- Danzón Texto de José Martí. para barítono, narradora, narrador, coro de niños y orquesta, Op. 89. 1980
- Concertus (J.P.C). Motete para coro mixto y siete instrumentos, Op. 94. 1980
- Simón Bolívar Textos de Pablo Neruda, José Martí, Van Der Briest, Miguel Antonio Caro, Simón Bolívar. Para tenor, coro de niños, coro de actores, coro mixto y orquesta, Op. 95. 1980
- Rondó juvenil Texto de Porfirio Barba Jacob. Para coros y pequeña orquesta, Op. 96. 1980
- Serenata para cinco estaciones Texto de Blas Atehortúa. Para mezzo-soprano, clarinete, violínn, violonchelo y piano, Op. 97. 1980
- Dos madrigales para los niños de Benposta, Op. 99 No 2. 1980
- Sinfonía Ibero-Granadina Para cuatro solistas, coro y orquesta, Op. 106. 1981
- Kadish Para coro de hombres, orquesta de cuerdas, bronces, arpa y timbales, Op. 107. 1982
- Cinco romances sefarditas Para tenor y orquesta de cuerdas, Op. 108. 1982
- Nocturno del Libertador Texto de José Umaña Bernal. Para coro de niños, coro mixto juvenil y orquesta, Op. 123. 1983
- Sinfonía para Ana Frank. Para cuatro solistas, coro infantil, coro mixto y orq, Op. 159. 1990
- Cristoforo Colombo. para tenor solista, coro de niños, coro mixto y orquesta, Op. 167. 1991
- Éxodos Textos de Yehudá Haleví, Issac y Yehudá Abrabanel, Abraham Ben Solano Andutiel, Selomo Bonafed, Andrés Eloy Blanco, antiguos romances sefaradíes y de la Hagadá de pesaj. Poema vocal-instrumental para barítono solista, coro de niños, doble coro masculino y orquesta de vientos, violonchelo y contrabajo, Op. 170. 1992

#### Canciones
- Dos canciones Texto de Heinrich Heine. Para barítono y piano, Op. -1. 1957
- Dos canciones. Texto de Porfirio Barba Jacob Para soprano y piano, Op. 11. 1961
- Dos canciones Textos de Leopoldo Lugones y Blas Atehortua. Para soprano y piano, Op. 21 n.º 2. 1962
- Dos villancicos. Para coro mixto sobre temas hispano-colombianos, Op. 23.  1963
- Ciclo de canciones educativas para niños. Op. 39. 1970
- Canciones recreativas infantiles sobre temas tradicionales colombianos. Op. 60. 1976
- Canciones para soprano y conjunto de cámara en la tradición hogareña colombiana, Op. 61. 1976
- Dos cuentos poemas de Eduardo Carranza, Don Paramplín, La Casa del Lucero. Op. 62. 1976
- Dos poemas de Gabriela Mistral. Para soprano y piano, Op. 77. 1978
- Dos canciones para coro mixto a cappella Textos de Jorge Robledo Ortiz y Jorge Isaacs, Op. 117. 1983
- Tres poemas Textos de Paul Éluard. Para soprano y piano, Op. 126. 1984
- Tres sonetos de José Eustasio Rivera. Para soprano y piano, Op. 141. 1987
- Canción para Orlando, Op. 141 n.º 2. 1987
- Canción del viento (León de Greiff). Para soprano y piano, Op. 148 n.º 1. 1988
- Canción de Sergio Stepansky (León de Greiff). Para barítono y piano, Op. 148 No 2. 1988

### Música para el teatro
- Un sueño de Liliana. Ópera infantil en tres actos, Op. 39. 1969
- Cuatro danzas para una leyenda guajira. Para banda magnetofónica, Op. 45. 1970
- Cuatro fantasías sinfónicas para Ballet, Op. 63. 1976
- La otra guillotina. Ópera-teatro humorística para actores estudiantes y actores instrumentistas con libreto de Mick Gavinner, Op. 153. 1988

### Música para cine y televisión
- Se llamaría Colombia, documental dirigido por Francisco Norden.[3]
- Aura o las violetas largometraje dirigido por Gustavo Nieto Roa, basada en la novela homónima de José María Vargas Vila, 100 minutos, 1974.[4]
- Bolívar, el hombre de las dificultades, serie sobre la vida del libertador Simón Bolívar y la independencia de Colombia, creada por Eduardo Lemaitre y dirigida por Jorge Alí Triana, una producción de Promec Televisión y Ecuavisa, 1980.[5]
- Las cuatro edades del amor , Película en cuatro episodios de erotismo a través de cuatro momentos en la vida de los hombres, 97 minutos, Música del episodio 1, 1981.[6]
- La noche Infernal, largometraje de ficción dirigido por Rittner Bedoya, 90 minutos, 1982.[7]
- La guerra del centavo, largometraje documental sobre la lucha diaria de los chóferes del transporte público urbano en Bogotá, dirigido por Ciro Durán, 85 minutos, 1985.[8]
- Milagro en Roma, largometraje de ficción dirigido por Lisandro Duque Naranjo, 80 minutos, 1987.[9]
- Los Pecados de Inés de Hinojosa, serie de televisión basada en el libro de Próspero Morales Pradilla, producida por RTI Televisión, 1988.[10]
- Música incidental para la película Edipo Alcalde del director Jorge Alí Triana, (Sobre el drama de Sófocles, Edipo Rey), guion de Gabriel García Márquez, coproducción hispano-colombo-mexicana; duración música: 80 minutos. 1996
- El trato, largometraje de ficción dirigido por Francisco Norden, basado en hechos reales sobre un falso reportaje sobre la droga, realizado en Colombia por un equipo de la televisión inglesa, 98 minutos, 2006.[11]

### Música instrumental

#### Sinfónica
- Intermezzo. Fantasía para orquesta, Op. 1 n.º 2. 1958
- Tríptico para orquesta, Op. 8. 1960
- Obertura simétrica, Op. 17. 1962
- Concerto grosso. Para percusión, contrabajos y orquesta, Op. 18. 1963
- Tripartita. Para orquesta sinfónica, Op. 25. 1964
- Relieves. Para orquesta de cuerdas y piano obligado, Op. 32. 1966
- Adagio y Allegro. Para orquesta de cuerdas, Op. 34. 1967
- Estudios sinfónicos, Op. 36. 1968
- Divertimento a la manera de Mozart, Op. 43. 1970
- Cántico y cántico fúnebre para orquesta, Op. 48. 1971
- Diagramas, Op. 49. 1971
- Psico-Cosmos. Para orquesta sinfónica, 18 percusiones y banda magnetofónica, Op. 51. 1972
- Partita para orquesta de cuerdas, Op. 52. 1972
- Pastiche para cuerdas en el estilo de Vivaldi, Op. 56 n.º 1. 1974
- Pastiche para cuerdas en el estilo de Haydn, Op. 56 n.º 2. 1974
- Sh’ma Deuteronomio 6-4, Op. 59. 1976
- Suite colombiana para orquesta juvenil, Op. 64. 1977
- Música para fanfarria. Percusión y orquesta, Op. 65. 1977
- Música elegíaca. Para trombón y orquesta de cuerdas, Op. 66. 1977
- Invenciones sinfónicas, Op. 70. 1977
- Soggetto da Vivaldi, Op. 71. 1977
- Concertino para orquesta juvenil, Op. 102. 1981
- Brachot para Golda Meir (Mosche, David, Shelomon), Op. 109. 1982
- Cuatro contradanzas sobre la época patriótica bolivariana para banda militar, Op. 112. 1982
- Juegos infantiles. Suite para orquesta, Op. 113. 1982
- Tres preludios sinfónicosOp. 114. 1982
- Suite para orquesta de cuerdas, Op. 115. 1982
- Cuatro piezas para vientos sobre tema de Giovanni Gabrieli, Op. 118. 1983
- Invenciones para orquesta juvenil de arcos en primera posición, Op. 124. 1983
- Sinfonía "Elegía a Ginastera", Op. 125. 1983
- Suite pre-clásica (Homenaje a Telemann). Para orquesta juvenil, Op. 127. 1984
- Homenaje a Frescobaldi. Para orquesta sinfónica, Op. 128. 1984
- Música para bronces (a Luis Pasos Moncayo), Op. 132. 1985
- Cinco invenciones para orquesta de vientos, Op. 134. 1985
- Musica d’orchestra para Béla Bartók, Op. 135. 1985
- Partita sinfónica para dos orquestas, Op. 139. 1986
- Música de gala a la tierra paisa Suite sinfónica breve, Op. 146 n.º 1. 1987
- Suite sinfónica para orquesta de vientos, Op. 147. 1988
- Música para orquesta de vientos y percusión, Op. 152. 1988 - 1989
- Sinfonía para piano y orquesta, Op. 155. 1989
- Seis piezas infantiles, para cuatro grupos de violines, Op. 156. 1989
- Armenia, Obertura Festiva, Op. 157. 1989
- Coral, variaciones y final, Op. 163. 1990
- Musical Toys for a Baby Called Isabel, Op. 172. 1993
- Saludo a Colorado (Seven Pieces for Three Instrumental Groups). Para orquesta de vientos y percusiones, Op. 174. 1993
- Obertura festiva, Op. 181. 1994
- Concertante antifonal. Para cinco grupos instrumentales, Op. 182. 1994
- Lírica para Olav, a Olav Roots, in memoriam, 20 años de su fallecimiento. Para oboe, clarinete, cuarteto de cuerdas, arpas, timbales y orquesta de cuerdas, para colocación antifonal de los grupos en la sala, Op. 184. 1994
- Latin American Fanfare, Op. 192 n.º 1. 1996
- Recitativo, Añoso y Allegro para Cuerdas al Estilo Barroco, Op. 192 n.º 2. 1996
- To the Wonderful Rivers of Pittsburgh. Para orquesta de vientos y percusiones, Op. 193. 1997
- A Latin American Dance on a Boat Table, Op. 194 n.º 2. 1997
- Impromptu para banda, Op. 199. 1998
- Coral y Ostinato fantástico, Op. 200. 1998

#### Música orquestal con solista
- Pieza-Concierto para cuerdas, Op.3. 1959
- Ensayo concertante para violín, viola y viononchelo y cuerdas, Op. 5. 1960
- Concierto para timbales y orquesta de cuerdas, Op. 12. 1961
- Concierto juvenil para dos pianos y orquesta en la escolástica antigua, Op. 20. 1963
- Concerto da chiesa. Para orquesta de vientos, Op. 28. 1965
- Concierto para piano y orquesta, Op. 42. 1970
- Concertino para dos violines, clavicémbalo y orquesta de cuerdas, Op. 47. 1970
- Música para el tiempo de la Gran Colombia. Para gguitarra y cuerdas, Op. 76. 1978
- Jubileo 1978. Para 33 instrumentos con solos de saxo alto, Op. 80.  1979
- Desconcerto. Para orq de cuerdas, Op. 83. 1979
- Serenata para orquesta de cuerdas, Op. 88. 1979
- Concierto para oboe y orquesta de vientos, Op. 90. 1980
- Música para fanfarria, para el sesquicentenario de la muerte del Libertador, Op. 91 n.º 1. 1980
- Fantasía concertante para piano y orquesta de vientos, Op. 103. 1981
- Cinco piezas a Béla Bartók. para 10 instrumentos de viento y 7 percusiones, Op. 104. 1981
- Concertino para dos guitarras y orq de cuerdas, Op. 111. 1982
- Concierto para violín y orquesta, Op. 137. 1985 - 1987
- Concierto para dos pianos y orquesta, Op. 140. 1986
- Concierto para trombón, orquesta de cuerdas y percusión, Op. 145. 1987
- Divertimento concertante para mandolina, doble orquesta de cuerdas y percusión, Op. 158. 1989
- Doble concierto para violín, viola y orquesta (Homenaje a W. A. Mozart), Op. 160. 1990
- Concierto para clarinete y orquesta, Op. 161. 1990
- Concierto para violonchelo y orquesta, Op. 162. 1990
- Concertino para violín, orquesta de cuerdas, arpa, celesta y timbales, Op. 166. 1990
- Concierto No. 2, para piano y orquesta, Op. 171. 1992
- Concertino para piano y orquesta de cuerdas, Op. 176. 1993
- Concierto No. 2, para violín y orquesta de cuerdas, Op. 179. 1993
- Concertino para violín y viola y orquesta de cuerdas, Op. 187. 1995
- Orchestra, concertino para violín, viola y orquesta de cámara, Op. 187. 1998
- Concierto No. 2 para clarinete y orquesta, Op. 201. 1998
- Concierto para trombón y orquesta de vientos. Op. 202. 1999
- Concierto No. 3 para piano y orquesta, Op. 206. 2000
- Concierto para oboe y doble orquesta de cuerdas, Op. 207. 2000

#### Música de cámara
- Trío para dos clarinetes y fagot, Op. 2. 1959
- Primer quinteto para vientos, Op. 2. 1959
- Segundo quinteto para vientos, Op. 4. 1959
- Fantasía-Rondó para quinteto de vientos, Op. 6. 1960
- Primer cuarteto de cuerdas, Op. 7. 1960
- Segundo cuarteto de cuerdas, Op. 9. 1961
- Sonata para contrabajo y piano, Op. 10. 1961
- Música de cámara para cinco instrumentos, Op. 13. 1962
- Pieza-Estudio para violín y piano, Op. 21 No 1. 1963
- Formas concertantes para dos pianos, Op. 22. 1963
- Camaræ Musica. Para violín, corno, violonchelo, piano y percusión, Op. 27. 1964
- Cinco piezas. Para flauta, viola y arpa, Op. 37. 1968
- Movimiento para , Op. 38 n.º 1.  1969
- Movimiento para violín, vionlonchelo y piano, Op. 38 n.º 2. 1969
- Pieza-Estudio para violín y piano, Op. 44 n.º 2. 1970
- Pieza-Estudio para contrabajo y piano, Op. 44 n.º 3. 1970
- Cuarto quinteto de vientos, Op. 46. 1970
- Bicinium-6. Para violonchelo y piano, Op. 54. 1973
- Variaciones sobre un bunde del Pacífico colombiano. Para violín, violonchelo y piano, Op. 57. 1975
- Trío de clarinetes y fagot, Op. 58. 1975
- Tercer cuarteto de cuerdas, Op. 68. 1977
- Concertante cuatro para violín, violonchelo y clavicémbalo, Op. 75. 1978
- Seis piezas colombianas para violín y violonchelo, Op. 78. 1978
- Cinco piezas para percusionistas, Op. 84. 1979
- Cinco piezas románticas para viola y piano, Op. 85. 1979
- Cuatro piezas para corno y piano, Op. 86. 1979
- Cuarteto de cuerdas No. 4, Op. 87. 1979
- Música para clarinete, violín y piano, Op. 91 n.º 2. 1980
- Concertante cinco. Para piccolo, violín y viola, Op. 92. 1980
- Septimino. Para flauta, obobe, clarinete, violonchelo, piano y percusión, Op. 93. 1980
- Cinco piezas en estilo hasídico para conjunto de cámara, Op. 100. 1980
- Música de fanfarria, Op. 101. 1981
- Concertante para seis percusionistas, Op. 110. 1982
- Cinco piezas para dos saxofones, Op. 120. 1983
- Siete invenciones para dos fagotes, Op. 121, 1983. 1983
- Sonatina a cinque. Para fluta, oboe, clarinete, fagoto y piano, Op. 129. 1984
- Cinco ofrendas para cuarteto de cuerdas, Op. 131. 1984
- Dúo para violín y viola, Op. 133. 1985
- Música para doce trompetas, Op. 136. 1986
- Divertimento a siete, para cuerdas, Op. 138. 1986
- Sonata para fagot y piano, Op. 144. 1987
- Dúo concertante para flauta y piano, Op. 149 n.º 1. 1988
- Dúo concertante para oboea y piano, Op. 149 n.º 2. 1988
- Dúo concertante para violín y piano'', Op. 150 No. 1. 1988
- Dúo concertante para violonchelo y piano, Op. 150 n.º 2. 1988
- Dúo concertante para saxofón y piano, Op. 151 n.º 1. 1988
- Dúo concertante para corno francés y piano, Op. 151 n.º 2. 1988
- Cuarteto de bronces Op. 154. 1988
- Sonatina a due. Para violínn y guitarra, Op. 164. 1990
- Fantasy and Latin American Toccata No. 1. Para ensamble de bronces, Op. 175. 1993
- Suite para violínn y viola, Op. 177. 1993
- Trío para oboe y corno inglés, Op. 185 n.º 2. 1995
- Sonata para violonchelo y piano, Op. 186. 1995
- Suite concertante No. 2 para fagot y piano, Op. 189. 1996
- Noneto-Divertimento. Para piano y vientos, Op. 191. 1996
- Tropic-Utopian. Para percusión, saxofón alto, arpa y piano, Op. 192 n.º 2. 1997
- Pieza fantástica para flauta alto, dos flautas sopranos y cuatro arpas, Op. 194 n.º 1. 1997
- Bicinium-VII. Para oboe y piano, Op. 197. 1998
- Cuarteto para cuerdas No. 5, Op. 198. 1998
- Antífonas 1. Para soprano, 4 coros, 3 pianos, 3 arpas, guitarras, 10 percusiones, y contrabajos, Op. 205. 1999

#### Música para instrumento solista
- Cuatro preludios para orguesta, Op. -3. 1957
- Dos preludios breves para piano, Op. 14 n.º 1. 1962
- Cuatro canciones sin títulos para piano, Op. 14 n.º 2. 1962
- Primera suite para piano en la escolástica antigua, Op. 15. 1962
- Passacaglia y toccata para piano, Op. 16. 1962
- Segunda suite para piano en la escolástica antigua, Op. 19 n.º 1. 1963
- Pieza concertante para piano, Op. 19 n.º 2. 1963
- Invenciones para piano, Op. 19 n.º 3. 1963
- Piezas-Estudio para piano en técnicas contemporáneas, Op. 26. 1964
- Fantasía y toccata para piano, Op. 41 n.º 1. 1970
- Dos improvisaciones para piano, Op. 41 n.º 2. 1970
- Tres preludios para guitarra, Op. 44 n.º 1. 1970
- Siete poemas de Eduardo Carranza para piano, Op. 67. 1977
- Dos piezas de concierto para guitarra, Op. 74. 1978
- Diferencias. Para contrabajo solo, Op. 79. 1978
- Paráfrasis sobre un bambuco colombiano. Para piano, Op. 130 n.º 1. 1984
- Homenaje a Rameau. Para clavicémbalo, Op. 146 n.º 2. 1987
- Cuatro piezas líricas para piano, Op. 143 n.º 3. 1988
- Tres piezas para clarinete solo, Op. 165 n.º 1. 1990
- Preludio No. 1, para violín solo, Op. 165 n.º 2. 1990
- Siete inversiones para un percusionista, Op. 173 (inconclusa). 1993
- Tiempo fantástico. Para flauta sola n.º 2, Op. 175. 1993
- Seis piezas para flauta sola, Op. 185 n.º 1. 1994
- Preludio, Variaciones y Presto Alucinante para piano, Op. 190.  1996
- Preludio para guitarra No. 1. Op. 204. 1999

### Piezas electroacústicas
- Syrigma 1. Electroacústica, Op. 30. 1966
- Sonocromías.  Electroacústica, Op. 31. 1966

### Arreglos de obras de otros compositores
- Orquestación de Doce Preludios Americanos de Alberto Ginastera (original para piano).
- Orquestación de Tres Preludios para piano de George Gershwin.
- Transcripción de Ocho Cantos Populares Rusos Op. 58 de Anatoli Liádov.
- Piano Cadences. Para el Concierto para piano n.º 21 en Do Mayor de W. A. Mozart.
- San Pedro en El Espinal. Bambuco, Milcíades Garavito.
- El sotareño. Bambuco, Francisco A. Diago.
- Patasdilo. Pasillo, Carlos Vieco.
- Lejano Azul. Intermezzo n.º 2, Luis A. Calvo.
- Brisas del Pamplonita. Bambuco, Elías M. Soto.
- Mi Buenaventura. Cuurrulao, Petronio Álvarez.
- El cucarrón. Pasillo, Luis Uribe Bueno.
- Carmentea. Joropo, Miguel Ángel Martín.
- Prende la vela. Mapalé, Lucho Bermúdez.
- Ruego. Pasillo, Carlos Vieco.
- Señora María Rosa. Pasillo, Efraín Orozco.
- Leonilde. Pasillo, Pedro Morales Pino.

## Publicaciones
- Gaceta, No. 4 Vol. 1. Bogotá: Instituto Colombiano de Cultura, junio de 1976.

## Docencia y actualidad
En la década de los 90 su intensa labor compositiva no mermó el ritmo, lo cual no le impidió desempeñarse como profesor en universidades estadounidenses, Duchesne University, y colombianas, Universidad Industrial de Santander y Autónoma de Bucaramanga. Trabajo para FESNOJIV, Fundación del Estado para el Sistema Nacional de las Orquestas Juveniles e Infantiles de Venezuela. Y en sus últimos años, vivió en una finca del municipio de Piedecuesta, Santander, con su esposa, la bailarina y coreógrafa, Sonia Arias Gómez.

## La Fundación Blas Emilio Atehortúa «FUBEA»
Se constituyó en el mes de mayo del 2020, como consecuencia del fallecimiento del compositor; entre sus fines principales están preservar, promover, difundir y desarrollar proyectos artísticos, culturales, investigativos, académicos y pedagógicos relacionados con la vida y obra del maestro, quién en vida, fue un gran artista y gestor del sector cultural en el ámbito nacional e internacional. 
Sus proyectos se destacaron por sobresalir artísticamente y por involucrar sectores sociales menos favorecidos; la labor del maestro también se destacó en sistemas de formación artística dónde además de pionero fue director y docente.
El impacto de la estética musical de la música de Blas Emilio Atehortúa es considerado como la más importante expresión artística de la academia musical de Colombia y Latinoamérica, puede decirse que la historia de la música colombiana tiene un antes y un después con el desarrollo de la obra de este compositor.